# Fabrègues
Pour les articles homonymes, voir Fabrègues (homonymie).
Fabrègues [fa.bʁɛ.ɣə] (Fabregas [fa.'βrɛ.ɣo̞s] en occitan) est une commune française située dans l'est du département de l'Hérault en région Occitanie.
Exposée à un climat méditerranéen, elle est drainée par la Mosson, le ruisseau du Coulazou, l'Aigarelle et par divers autres petits cours d'eau. La commune possède un patrimoine naturel remarquable : un site Natura 2000 (la « plaine de Fabrègues-Poussan »), un espace protégé (le « Fabregues - Madeleine ») et quatre zones naturelles d'intérêt écologique, faunistique et floristique.
Fabrègues est une commune urbaine qui compte 7 200 habitants en 2022, après avoir connu une forte hausse de la population depuis 1962. Elle est dans l'agglomération de Montpellier et fait partie de l'aire d'attraction de Montpellier. Ses habitants sont appelés les Fabréguois ou  Fabréguoises.

## Géographie

### Localisation
Fabrègues se trouve au pied de la montagne de la Gardiole, sur la départementale 613 (anciennement RN 113) à 12 km au sud-ouest de Montpellier. Les plages des Aresquiers et de Palavas-les-Flots se situent respectivement à 13 km et 15 km.

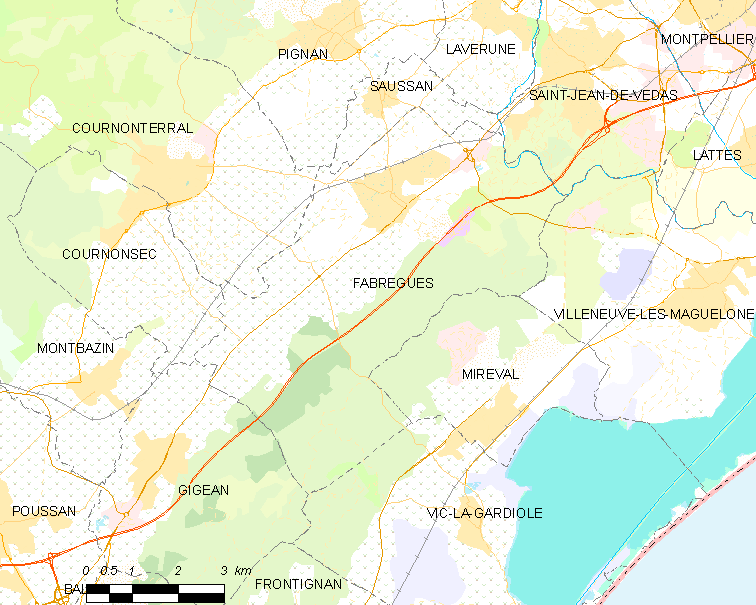
Carte du territoire communal.

### Communes limitrophes et proches
| Pignan (3.74 / 4,42 km) St-Paul-et-Valmalle (11.76 / 22,85 km) Cournonterral (4.80 / 5,35 km)                        | St-Georges-d'Orques (6.60 / 9,03 km) Saussan (2.51 / 2,83 km) | Juvignac (7.52 / 11,20 km) Lavérune (4.34 / 5,47 km) St-Jean-de-Védas (4.78 / 5,18 km)              |
| Cournonsec (6.26 / 7,22 km)                                                                                          | Fabrègues                                                     | Maurin (Lattes) (8.00 / 11,23 km)                                                                   |
| Montbazin (7.76 / 9,21 km) Gigean (7.73 / 8,27 km) Balaruc-le-Vieux (12.55 / 13,48 km) Frontignan (11.51 / 14,58 km) | Étang d'Ingril (11.06 / 13,28 km)                             | Villeneuve-lès-Maguelone (7.14 / 8,69 km) Mireval (5.11 / 9,35 km) Vic-la-Gardiole (7.25 / 9,60 km) |

### Climat
Pour des articles plus généraux, voir Climat de l'Occitanie et Climat de l'Hérault.
En 2010, le climat de la commune est de type climat méditerranéen franc, selon une étude s'appuyant sur une série de données couvrant la période 1971-2000. En 2020, Météo-France publie une typologie des climats de la France métropolitaine dans laquelle la commune est exposée à un climat méditerranéen et est dans la région climatique  Provence, Languedoc-Roussillon, caractérisée par une pluviométrie faible en été, un très bon ensoleillement (2 600 h/an), un été chaud (21,5 °C), un air très sec en été, sec en toutes saisons, des vents forts (fréquence de 40 à 50 % de vents > 5 m/s) et peu de brouillards.
Pour la période 1971-2000, la température annuelle moyenne est de 14,8 °C, avec une amplitude thermique annuelle de 16,2 °C. Le cumul annuel moyen de précipitations est de 677 mm, avec 5,8 jours de précipitations en janvier et 2,7 jours en juillet. Pour la période 1991-2020, la température moyenne annuelle observée sur la station météorologique la plus proche, située sur la commune de Villeneuve-lès-Maguelone à 7 km à vol d'oiseau, est de 15,4 °C et le cumul annuel moyen de précipitations est de 591,6 mm,. Pour l'avenir, les paramètres climatiques de la commune estimés pour 2050 selon différents scénarios d’émission de gaz à effet de serre sont consultables sur un site dédié publié par Météo-France en novembre 2022.

### Milieux naturels et biodiversité

#### Espaces protégés
La protection réglementaire est le mode d’intervention le plus fort pour préserver des espaces naturels remarquables et leur biodiversité associée,.
Un  espace protégé est présent sur la commune : 
le « Fabregues - Madeleine », un terrain acquis (ou assimilé) par un conservatoire d'espaces naturels, d'une superficie de 116,6 ha.

#### Réseau Natura 2000

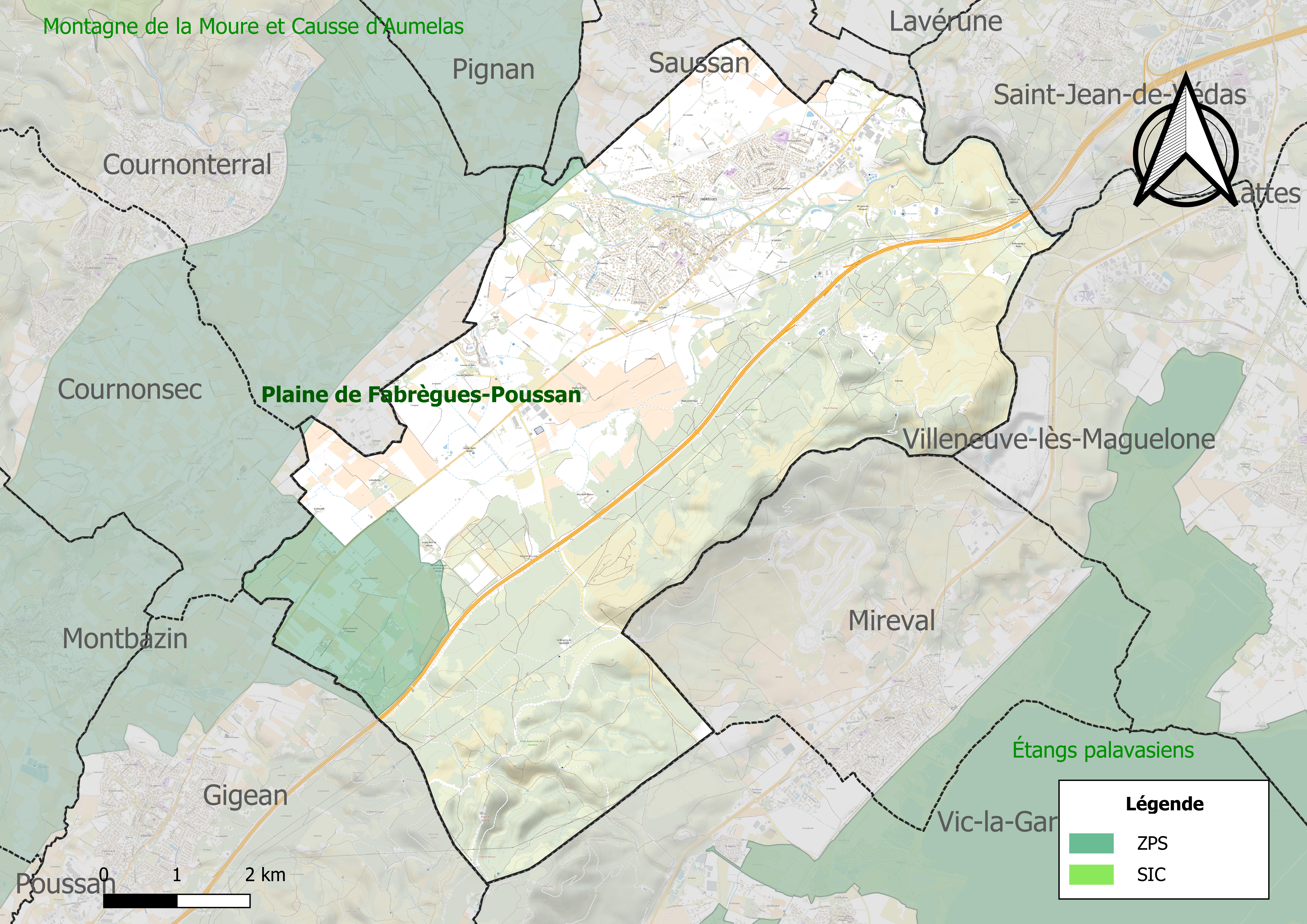
Sites Natura 2000 sur le territoire communal.

Le réseau Natura 2000 est un réseau écologique européen de sites naturels d'intérêt écologique élaboré à partir des directives habitats et oiseaux, constitué de zones spéciales de conservation (ZSC) et de zones de protection spéciale (ZPS).
Un site Natura 2000 a été défini sur la commune au titre  de la directive oiseaux : la ZPS de « la Plaine de Fabrègues-Poussan, favorable à de nombreuses espèces d'oiseaux à forte valeur patrimoniale. Elle accueille notamment l'une des dernières populations languedociennes de la Pie-grièche à poitrine rose qui a fortement régressé en France, le Rollier d'Europe dont la répartition en France est quasiment limitée aux régions Provence-Alpes-Côte-d'Azur et Languedoc-Roussillon et l'Outarde canepetière qui en France est cantonnée aux grandes plaines céréalières du Centre-Ouest et aux plaines méditerranéennes dans le Languedoc et en Provence, d'une superficie de 3 288 ha, favorable à de nombreuses espèces d'oiseaux à forte valeur patrimoniale. Elle accueille notamment l'une des dernières populations languedociennes de la Pie-grièche à poitrine rose qui a fortement régressé en France, le Rollier d'Europe dont la répartition en France est quasiment limitée aux régions Provence-Alpes-Côte-d'Azur et Languedoc-Roussillon et l'Outarde canepetière qui en France est cantonnée aux grandes plaines céréalières du Centre-Ouest et aux plaines méditerranéennes dans le Languedoc et en Provence.

#### Zones naturelles d'intérêt écologique, faunistique et floristique
L’inventaire des zones naturelles d'intérêt écologique, faunistique et floristique (ZNIEFF) a pour objectif de réaliser une couverture des zones les plus intéressantes sur le plan écologique, essentiellement dans la perspective d’améliorer la connaissance du patrimoine naturel national et de fournir aux différents décideurs un outil d’aide à la prise en compte de l’environnement dans l’aménagement du territoire.
Deux ZNIEFF de type 1 sont recensées sur la commune :
- les « garrigues de la Gardiole », 450 ha de terrains en friche et terrains vagues (habitat déterminant) partagés entre les communes de Fabrègues, Frontignan, Gigean et Vic-la-Gardiole[19] ;
- les « garrigues de la Lauze », 581 ha de terrains en friche et terrains vagues (habitat déterminant) partagés entre les communes de Fabrègues, Saint-Jean-de-Védas et Villeneuve-lès-Maguelone[20].

et deux ZNIEFF de type 2, : 
- la « montagne de la Gardiole », 5 289 ha de prairies humides méditerranéennes à grandes herbes (habitat déterminant) réparties sur dix communes[21],[22] ;
- la « plaine de Fabrègues à Poussan », 3 330 ha de terrains en friche et terrains vagues (habitat déterminant) répartis entre les communes de Cournonsec, Cournonterral, Fabrègues, Gigean, Montbazin, Pignan, Poussan et Saussan[23].

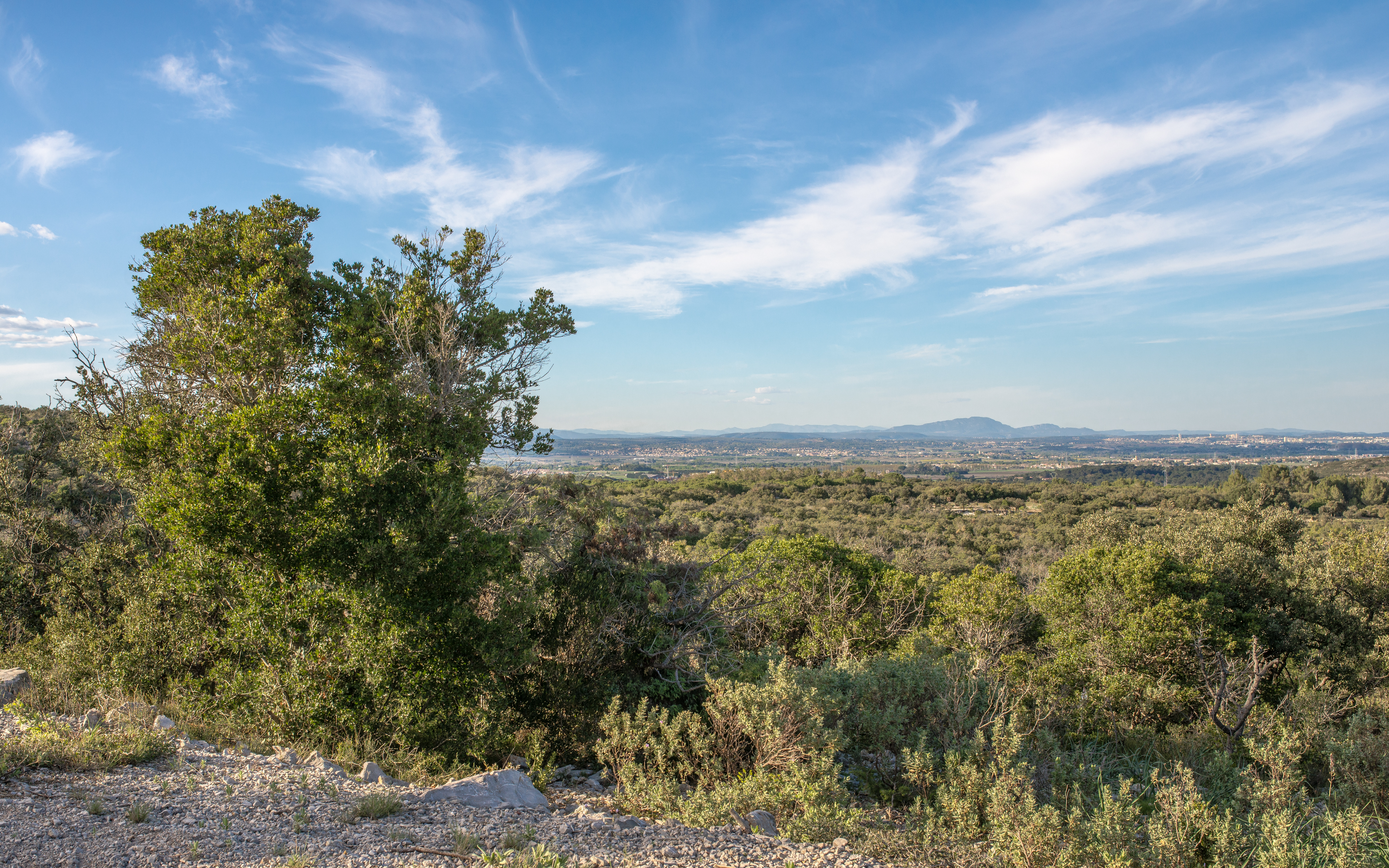
Vue de la plaine depuis la montagne de la Gardiole en 2014.
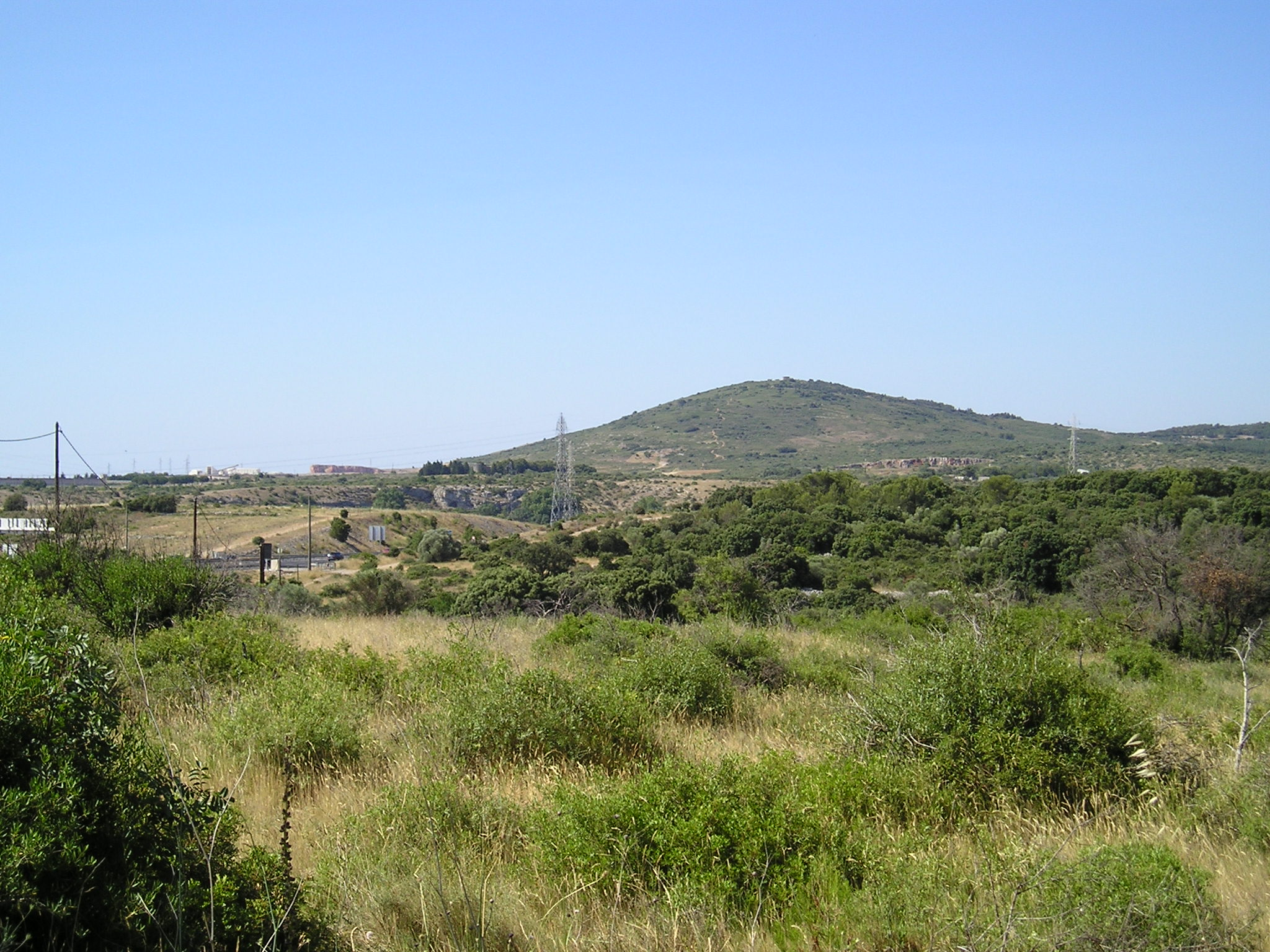
Vue du mont Saint-Baudille dans le massif de la Gardiole depuis Saint-Jean-le-Sec.
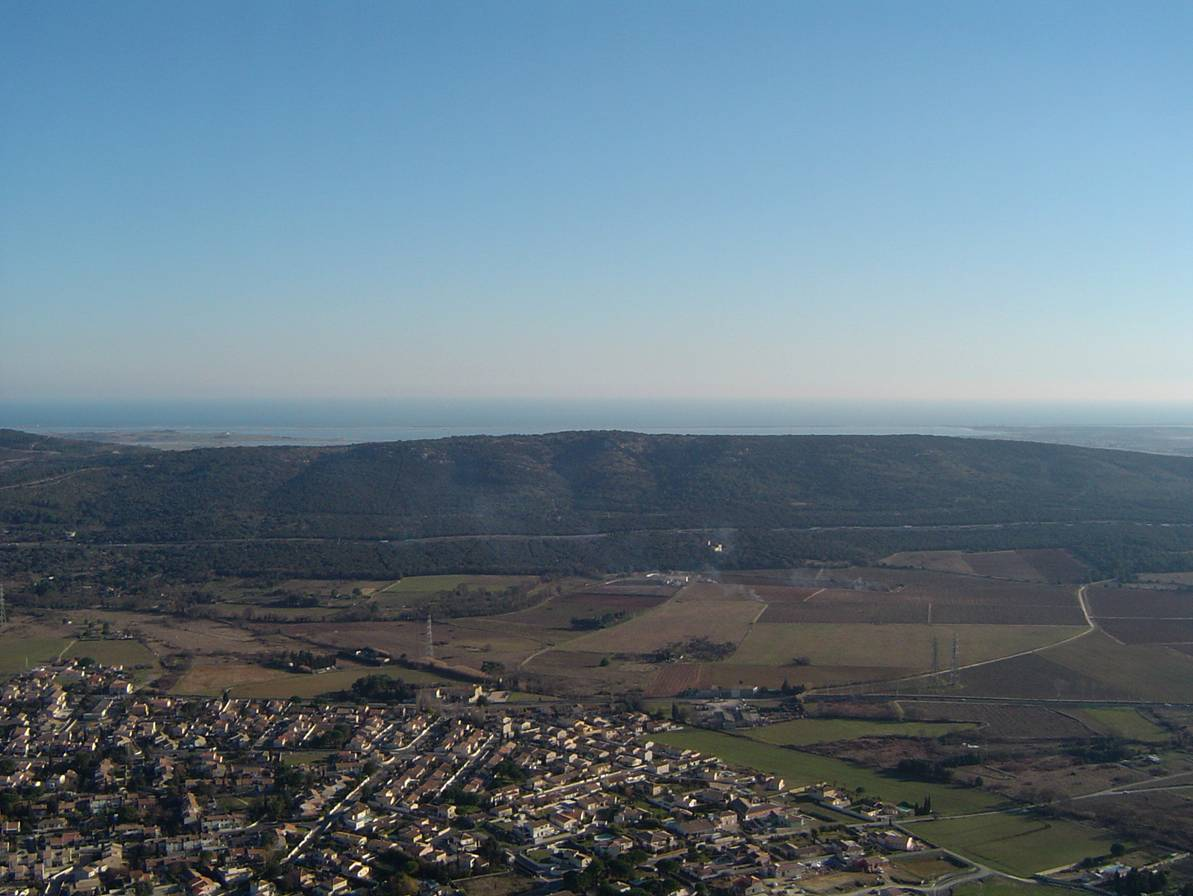
Vue aérienne sur la Gardiole.
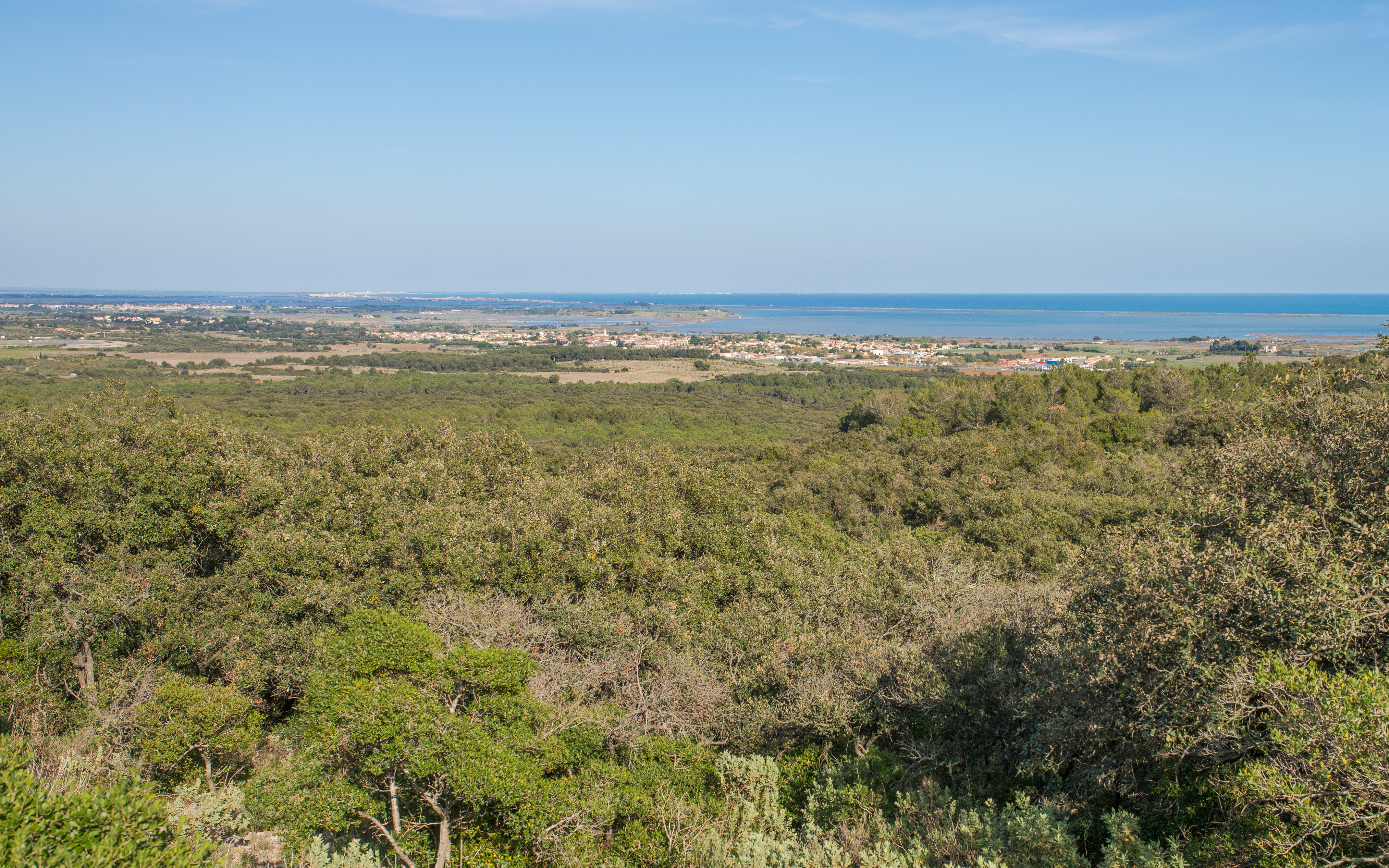
Vue de Mireval depuis la montagne de La Gardiole en 2014.
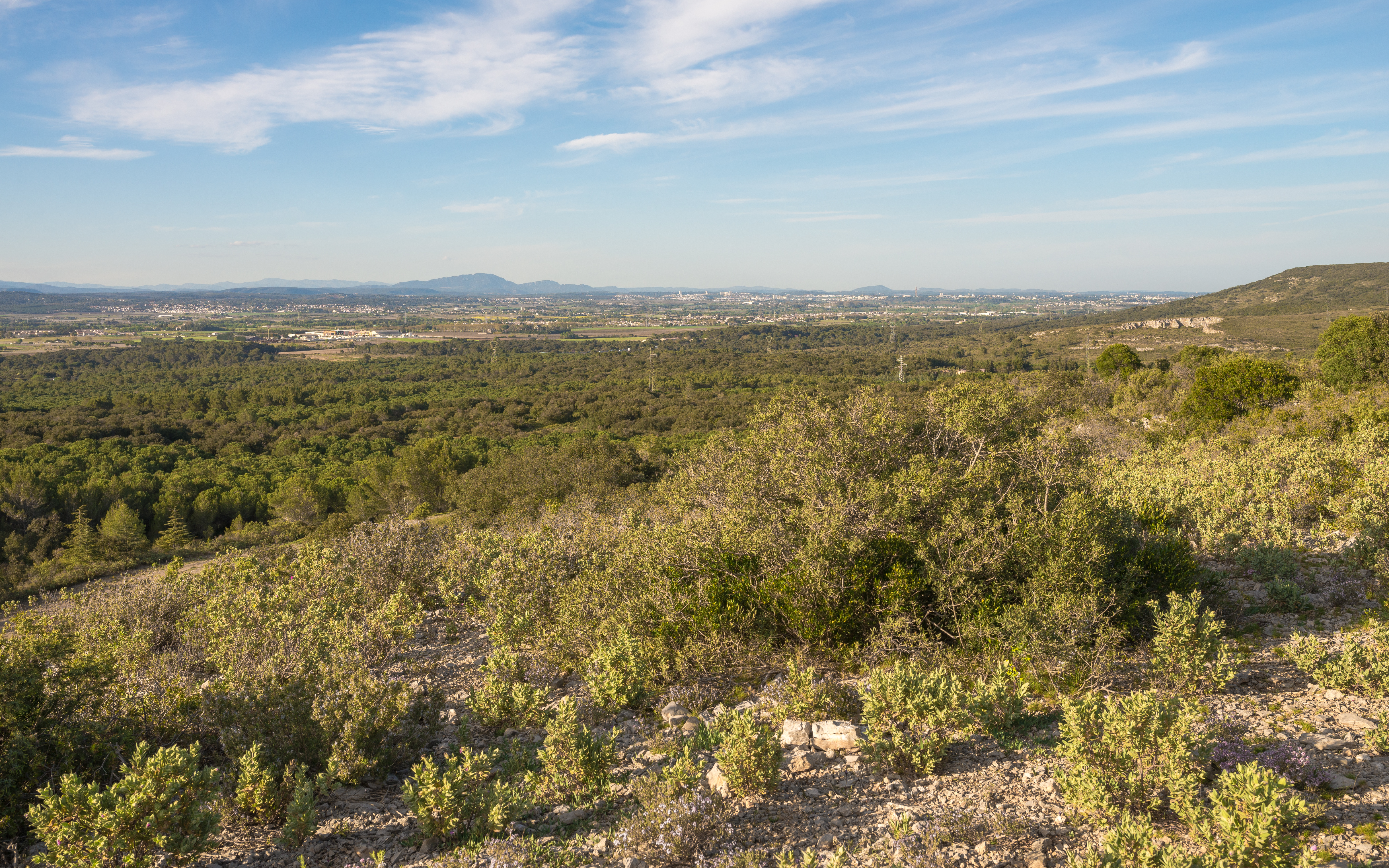
Vue depuis le sud dans la montagne de la Gardiole en 2014.

Carte des ZNIEFF de type 1 et 2 à Fabrègues.
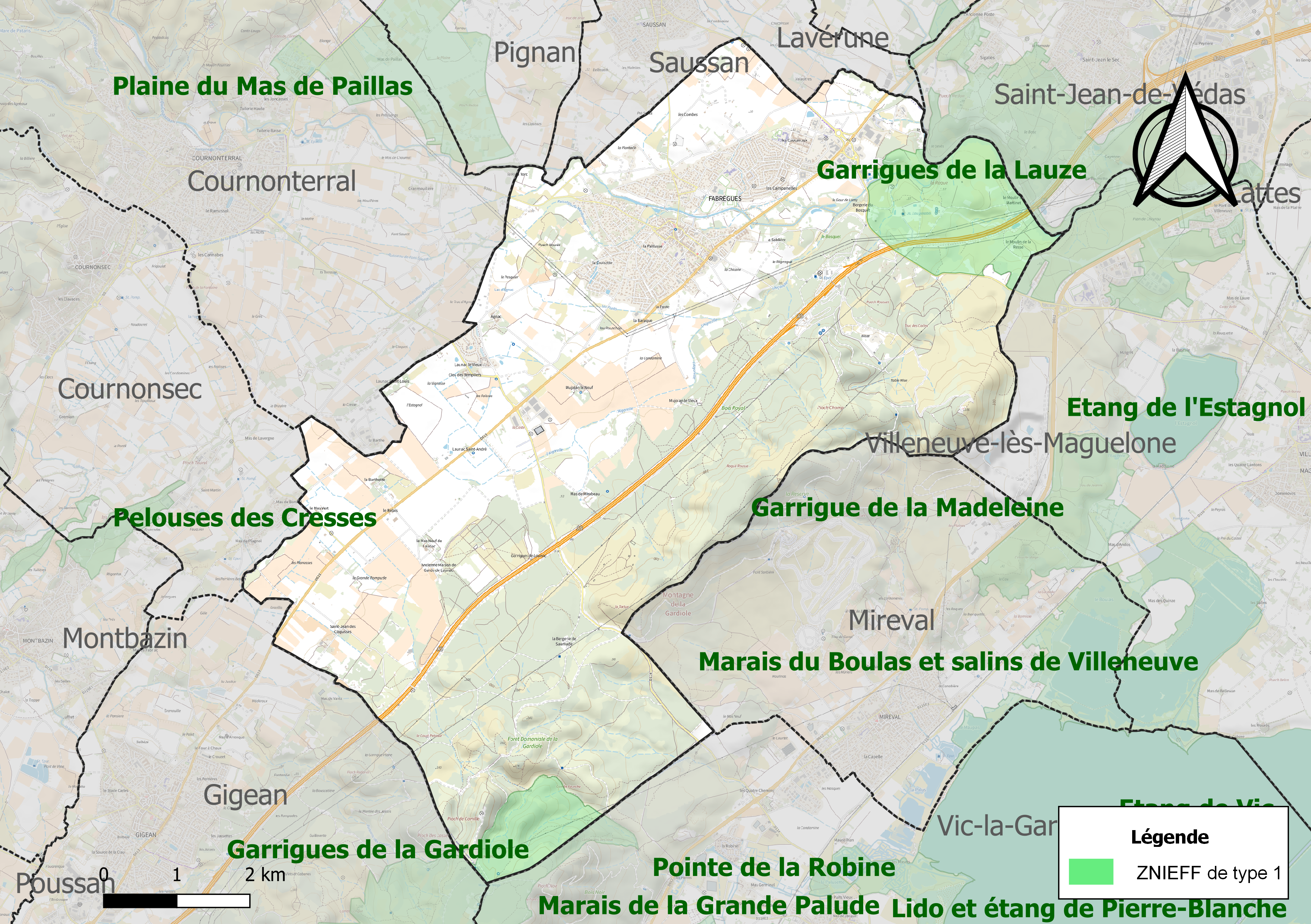
Carte des ZNIEFF de type 1 sur la commune.
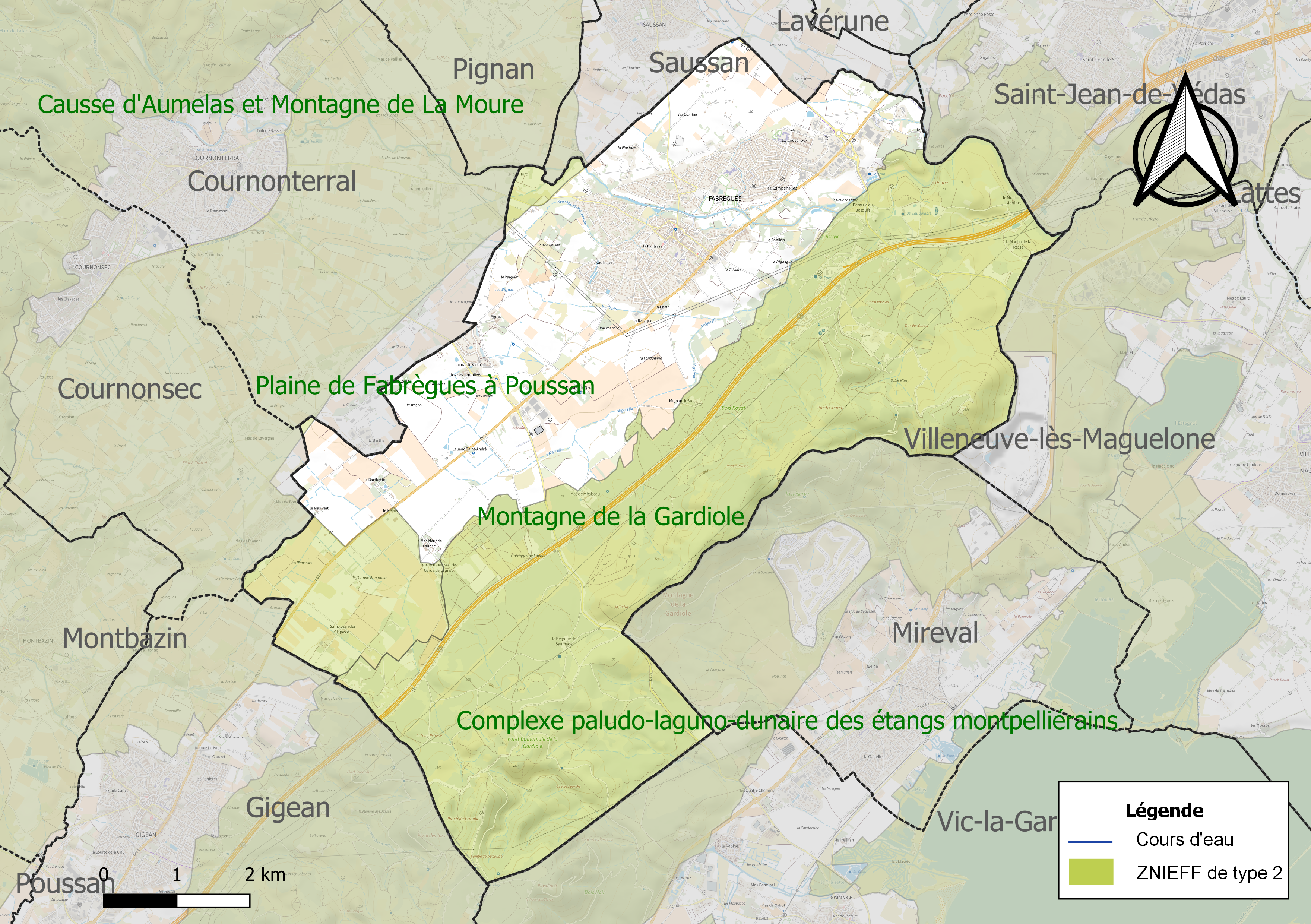
Carte des ZNIEFF de type 2 sur la commune.

## Urbanisme

### Typologie
Au 1er janvier 2024, Fabrègues est catégorisée petite ville, selon la nouvelle grille communale de densité à sept niveaux définie par l'Insee en 2022.
Elle appartient à l'unité urbaine de Montpellier, une agglomération intra-départementale regroupant 22  communes, dont elle est une commune de la banlieue,,. Par ailleurs la commune fait partie de l'aire d'attraction de Montpellier, dont elle est une commune de la couronne,. Cette aire, qui regroupe 161 communes, est catégorisée dans les aires de 700 000 habitants ou plus (hors Paris),.

### Occupation des sols
L'occupation des sols de la commune, telle qu'elle ressort de la base de données européenne d’occupation biophysique des sols Corine Land Cover (CLC), est marquée par l'importance des forêts et milieux semi-naturels (51,2 % en 2018), une proportion sensiblement équivalente à celle de 1990 (51,8 %). La répartition détaillée en 2018 est la suivante : 
milieux à végétation arbustive et/ou herbacée (43,9 %), zones agricoles hétérogènes (21,1 %), cultures permanentes (17,7 %), forêts (7,4 %), zones urbanisées (6,8 %), zones industrielles ou commerciales et réseaux de communication (3,1 %), mines, décharges et chantiers (0,1 %). L'évolution de l’occupation des sols de la commune et de ses infrastructures peut être observée sur les différentes représentations cartographiques du territoire : la carte de Cassini (XVIIIe siècle), la carte d'état-major (1820-1866) et les cartes ou photos aériennes de l'IGN pour la période actuelle (1950 à aujourd'hui).

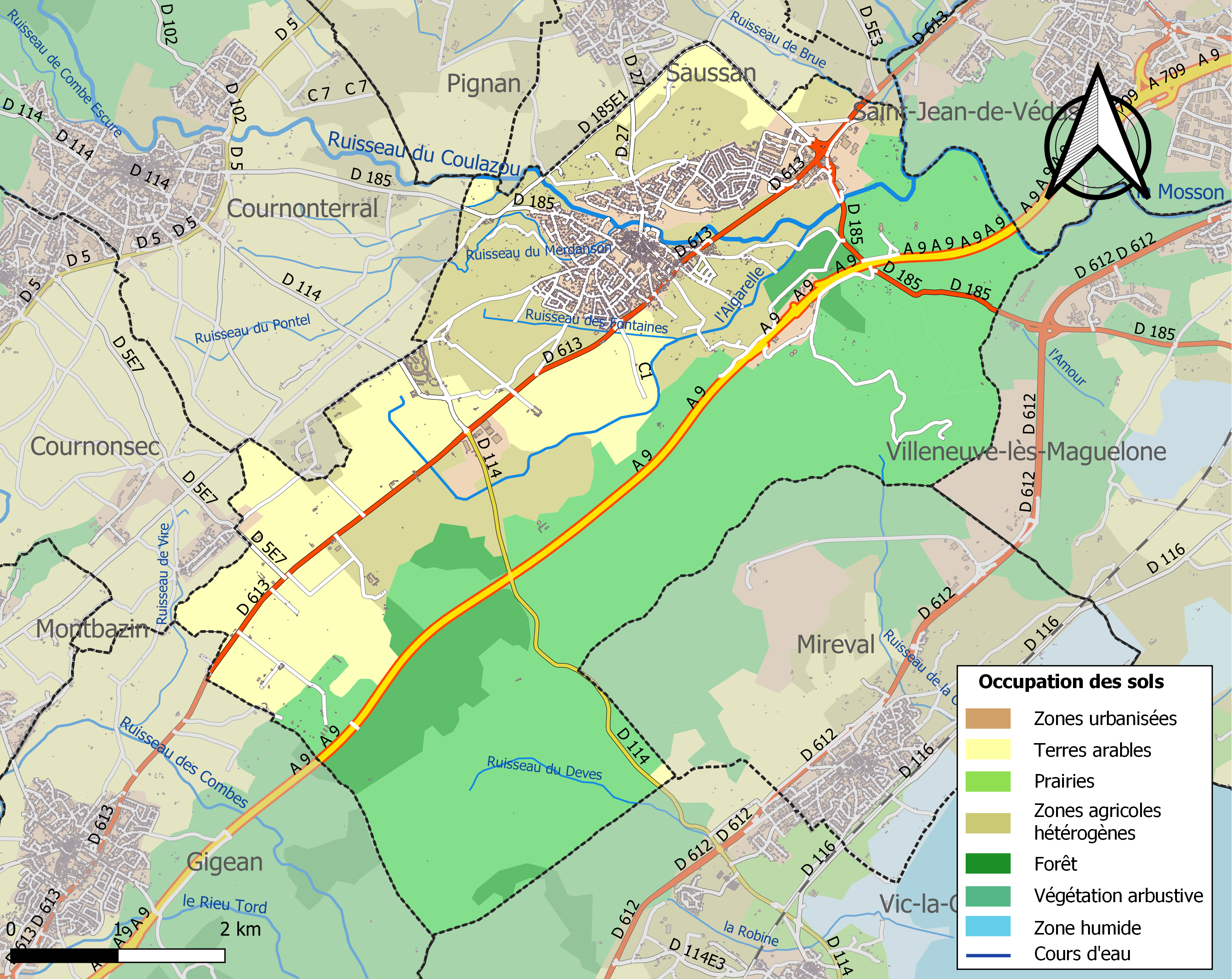
Carte des infrastructures et de l'occupation des sols de la commune en 2018 (CLC).

### Risques majeurs
Le territoire de la commune de Fabrègues est vulnérable à différents aléas naturels : météorologiques (tempête, orage, neige, grand froid, canicule ou sécheresse), inondations, feux de forêts et séisme (sismicité faible). Il est également exposé à un risque technologique,  le transport de matières dangereuses. Un site publié par le BRGM permet d'évaluer simplement et rapidement les risques d'un bien localisé soit par son adresse soit par le numéro de sa parcelle.

#### Risques naturels
La commune fait partie du territoire à risques importants d'inondation (TRI) de Montpellier-Lunel-Maugio-Palavas, regroupant 49 communes du bassin de vie de Montpellier et s'étendant sur les départements de  l'Hérault et du Gard, un des 31 TRI qui ont été arrêtés fin 2012 sur le bassin Rhône-Méditerranée, retenu au regard des risques de submersions marines et de débordements du Vistre, du Vidourle, du Lez et de la Mosson. Parmi les événements significatifs antérieurs à 2019 qui ont touché le territoire, peuvent être citées les crues de septembre 2002 et de septembre 2003 (Vidourle) et les tempêtes de novembre 1982 et décembre 1997 qui ont touché le littoral. Des cartes des surfaces inondables ont été établies pour trois scénarios : fréquent (crue de temps de retour de 10 ans à 30 ans), moyen (temps de retour de 100 ans à 300 ans) et extrême (temps de retour de l'ordre de 1 000 ans, qui met en défaut tout système de protection). La commune a été reconnue en état de catastrophe naturelle au titre des dommages causés par les inondations et coulées de boue survenues en 1982, 2001, 2002, 2003, 2014, 2019 et 2021,.
Fabrègues est exposée au risque de feu de forêt. Un plan départemental de protection des forêts contre les incendies (PDPFCI) a été approuvé en juin 2013 et court jusqu'en 2022, où il doit être renouvelé. Les mesures individuelles de prévention contre les incendies sont précisées par deux arrêtés préfectoraux et s’appliquent dans les zones exposées aux incendies de forêt et à moins de 200 mètres de celles-ci. L’arrêté du 25 avril 2002 réglemente l'emploi du feu en interdisant notamment d’apporter du feu, de fumer et de jeter des mégots de cigarette dans les espaces sensibles et sur les voies qui les traversent sous peine de sanctions. L'arrêté du 11 mars 2013 rend le débroussaillement obligatoire, incombant au propriétaire ou ayant droit,.

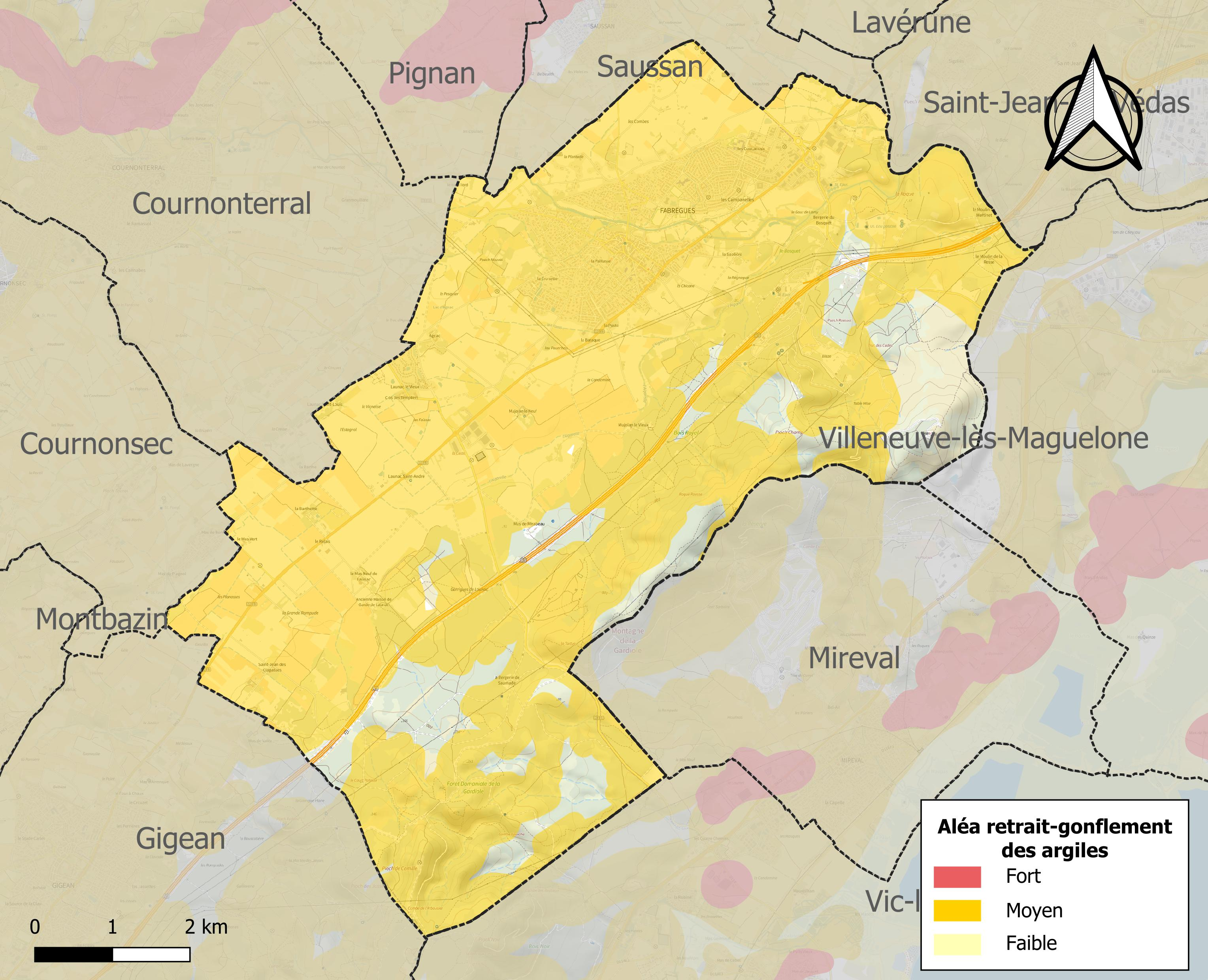
Carte des zones d'aléa retrait-gonflement des sols argileux de Fabrègues.

Le retrait-gonflement des sols argileux est susceptible d'engendrer des dommages importants aux bâtiments en cas d’alternance de périodes de sécheresse et de pluie. 87 % de la superficie communale est en aléa moyen ou fort (59,3 % au niveau départemental et 48,5 % au niveau national). Sur les 2 426 bâtiments dénombrés sur la commune en 2019, 2 418 sont en aléa moyen ou fort, soit 100 %, à comparer aux 85 % au niveau départemental et 54 % au niveau national. Une cartographie de l'exposition du territoire national au retrait gonflement des sols argileux est disponible sur le site du BRGM,.
Par ailleurs, afin de mieux appréhender le risque d’affaissement de terrain, l'inventaire national des cavités souterraines permet de localiser celles situées sur la commune.

#### Risques technologiques
Le risque de transport de matières dangereuses sur la commune est lié à sa traversée par des infrastructures routières ou ferroviaires importantes ou la présence d'une canalisation de transport d'hydrocarbures. Un accident se produisant sur de telles infrastructures est susceptible d’avoir des effets graves sur les biens, les personnes ou l'environnement, selon la nature du matériau transporté. Des dispositions d’urbanisme peuvent être préconisées en conséquence.

## Toponymie
La commune a été connue sous les variantes : S. Marie de Fabricis (1109), castrum de Fabricis (1124), in castro Lupiano (1099), prior de Fabrica (1392), Fabrègues (1579).
De l'occitan Fabregas, issu du latin Făbrĭca, « atelier d'artisan », mot à l'origine de notre « fabrique » qui a principalement désigné la forge.

## Histoire

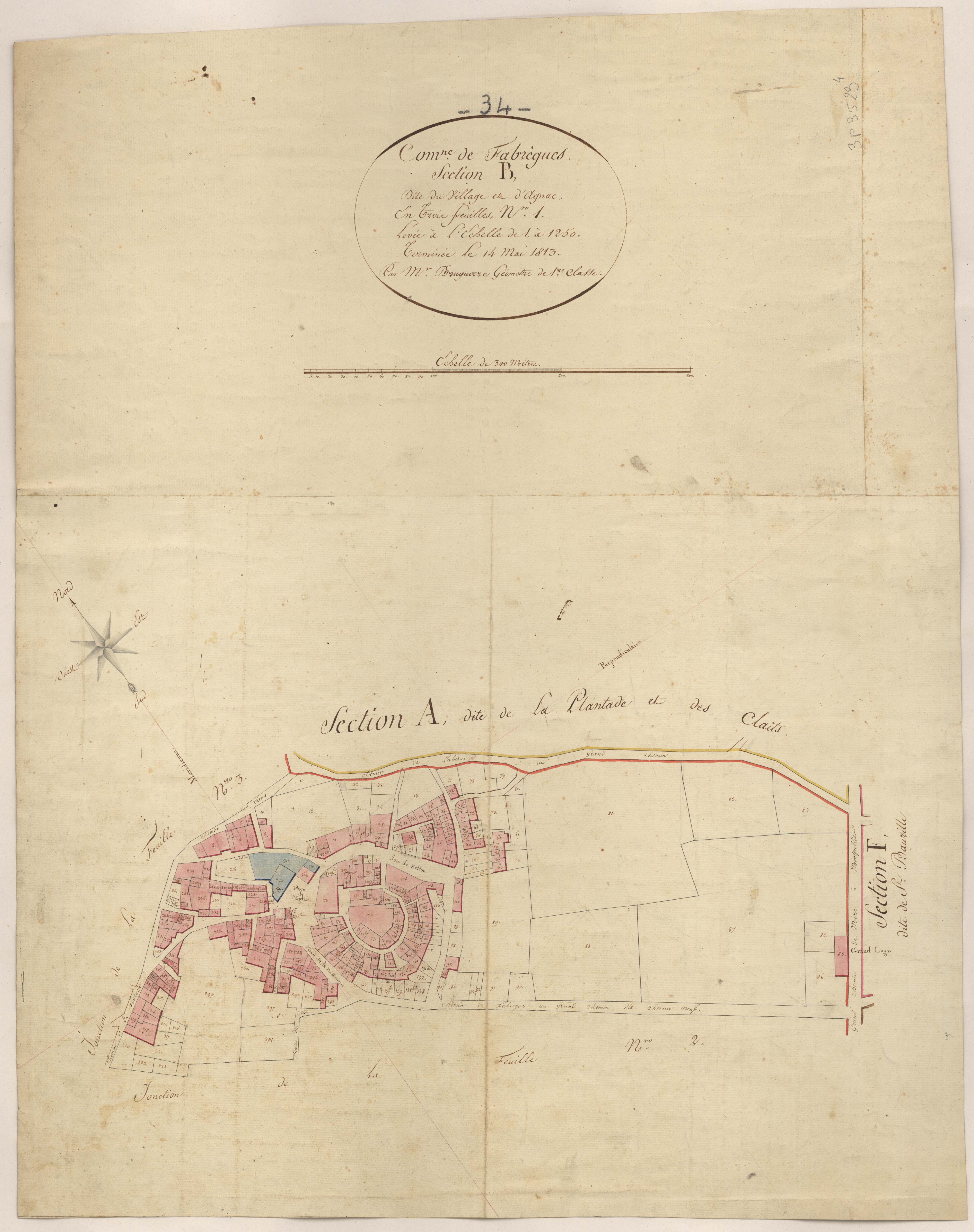
Cadastre napoléonien : plan de la section B1 du Village et d'Agnac (1813).

Une carte archéologique pointe dix-neuf sites habités dans le passé sur le territoire de la commune. Son importance fit qu'en 1872 le préhistorien Gabriel de Mortillet, dans sa chronologie de référence, désignait Launacien l'époque correspondant au dépôt du lieu-dit Launac.
Dès le début de l'âge du fer, on a pu se rendre compte de l'intense activité des populations méditerranéennes. Plus particulièrement sur le littoral languedocien, la métallurgie du bronze connaît un grand dynamisme. Peut-être récupérait-on aussi des pièces de bronze datant parfois des siècles antérieurs pour les refondre. Dès lors, les cachettes furent nombreuses, sans doute un peu à l'écart des routes pour mieux les protéger. Ainsi, un dépôt de onze haches à rebord, parfaitement conservées, à patine verte, fut exhumé pendant l'hiver 1912-1913 au lieu-dit Pioch Rousset. Mieux encore, plus avant, en 1897, des ouvriers qui défonçaient un terrain à Launac mirent au jour une cachette contenant des objets de bronze d'un poids total de 52 290 kg dont 47 haches, des marteaux, ciseaux, pinces, couteaux, faucilles, rasoirs, pointes de lances et autres fragments d'armes, bracelets, anneaux, épingles, fibules, boutons de bronze, etc.
L'oppidum de la Roque (vestiges), au confluent de La Mosson (La Mausson en occitan) et du Coulazou (Lo Colason), fut habité depuis au moins le Ve ou  IIIe siècle av. J.-C.. Le site est classé Monument Historique et présente des vestiges de murailles, de maisons gauloises et de tours. Il a certainement été édifié par les Volques Arécomiques, peuple celtique vivant en Languedoc dès le VIe siècle av. J.-C.
Lieu de passage et d'accueil depuis toujours : voie domitienne, grand chemin royal (ex-RN 113), le village existe en tant que communauté depuis le IXe siècle, soit près de mille ans d'histoire riche en événements de toutes sortes pour le village dont l'urbanisme particulier (circulade) remonte aux XIe et XIIe siècles. C’était le « quartier haut », d’où le seigneur Guillaume de Fabrègues quitta son castelàs (château fort en occitan) pour partir en croisade en 1096.
Fabrègues absorbe entre 1790 et 1794, la commune de Mujolan.

### Héraldique
| Blason de Fabrègues | Les armes de Fabrègues se blasonnent ainsi : porte d'or à un arbre de sinople, c'est-à-dire un arbre bien vert. L'or traduit l'amour, le courage et le dévouement ; le sinople évoque la loyauté, la franchise, la noblesse. C'est un édit royal de 1696 qui prescrivit à toutes les communes de faire enregistrer leurs armoiries. La science des toponymes n'était pas encore très connue sans doute. Les braves Fabréguois de l'époque firent peut-être un rapprochement parlant entre 'Fabregas' et 'fa(na)breguièr' en occitan, arbre bien connu en Occitanie sous le nom commun de Micocoulier"( Celtis Australis des botanistes). On peut supposer que le fanabrègue a conquis ainsi cette noble place par une espèce de calembour. |

## Politique et administration

### Liste des maires
| Période | Période                    | Identité            | Étiquette | Qualité                                                                     |
| ------- | -------------------------- | ------------------- | --------- | --------------------------------------------------------------------------- |
| 1900    | 1904                       | Laurent Mercier     |           |                                                                             |
| 1904    | 1909                       | Gratien Saumade     |           |                                                                             |
| 1909    | 1912                       | Célestin Merle      |           |                                                                             |
| 1912    | 1919                       | Marius Doumergue    |           |                                                                             |
| 1919    | 1925                       | Washington Carrière |           |                                                                             |
| 1925    | 1941                       | Jean Gaillac        |           |                                                                             |
| 1941    | 1944                       | Pierre Peyronnard   |           | Président de la délégation spéciale                                         |
| 1944    | 1945                       | Henry de Forton     |           |                                                                             |
| 1945    | 1956                       | Jean Gaillac        |           |                                                                             |
| 1956    | 1959                       | Fernand Saumade     |           |                                                                             |
| 1959    | 1961                       | André Chapus        |           |                                                                             |
| 1961    | 1971                       | Henri Baissette     |           |                                                                             |
| 1971    | 1977                       | René Oustry         |           |                                                                             |
| 1977    | 1978                       | Marcel Cailhol      |           |                                                                             |
| 1978    | 1980                       | Jean-Denis Avignon  |           |                                                                             |
| 1980    | 1989                       | Vincent Thomas      | PCF       |                                                                             |
| 1989    | 2001                       | Claude Étienne      | RPR       | Conseiller général du canton de Pignan (1992-1998)                          |
| 2001    | En cours (au 29 juin 2020) | Jacques Martinier,  | DVD       | Fonctionnaire Conseiller départemental du canton de Pignan depuis mars 2015 |

## Population et société

### Démographie
L'évolution du nombre d'habitants est connue à travers les recensements de la population effectués dans la commune depuis 1793. Pour les communes de moins de 10 000 habitants, une enquête de recensement portant sur toute la population est réalisée tous les cinq ans, les populations de référence des années intermédiaires étant quant à elles estimées par interpolation ou extrapolation. Pour la commune, le premier recensement exhaustif entrant dans le cadre du nouveau dispositif a été réalisé en 2006.

En 2022, la commune comptait 7 200 habitants, en évolution de +4,14 % par rapport à 2016 (Hérault : +7,49 %, France hors Mayotte : +2,11 %).
| 1793 | 1800 | 1806 | 1821  | 1831 | 1836  | 1841  | 1846  | 1851  |
| ---- | ---- | ---- | ----- | ---- | ----- | ----- | ----- | ----- |
| 624  | 656  | 664  | 1 017 | 900  | 1 000 | 1 060 | 1 083 | 1 163 |

| 1856  | 1861  | 1866  | 1872  | 1876  | 1881  | 1886  | 1891  | 1896  |
| ----- | ----- | ----- | ----- | ----- | ----- | ----- | ----- | ----- |
| 1 214 | 1 264 | 1 503 | 1 466 | 1 381 | 1 151 | 1 230 | 1 520 | 1 635 |

| 1901  | 1906  | 1911  | 1921  | 1926  | 1931  | 1936  | 1946  | 1954  |
| ----- | ----- | ----- | ----- | ----- | ----- | ----- | ----- | ----- |
| 1 648 | 1 677 | 1 640 | 1 644 | 1 624 | 1 711 | 1 531 | 1 346 | 1 433 |

| 1962  | 1968  | 1975  | 1982  | 1990  | 1999  | 2006  | 2011  | 2016  |
| ----- | ----- | ----- | ----- | ----- | ----- | ----- | ----- | ----- |
| 1 583 | 1 771 | 2 522 | 2 915 | 4 089 | 5 901 | 6 192 | 6 257 | 6 914 |

| 2021  | 2022  | - | - | - | - | - | - | - |
| ----- | ----- | - | - | - | - | - | - | - |
| 7 197 | 7 200 | - | - | - | - | - | - | - |

### Sports et loisirs
La ville compte plusieurs associations sportives, telles que l'Association sportive Fabrègues (club de football créé en 1935), le Basket Club de Fabrègues, le Fabrègues Athlétisme ou le Tennis Club de Fabrègues.

## Économie

### Revenus
En 2018, la commune compte 3 002 ménages fiscaux, regroupant 6 988 personnes. La médiane du revenu disponible par unité de consommation est de 22 840 € (20 330 € dans le département). 54 % des ménages fiscaux sont imposés (45,8 % dans le département).

### Emploi
|                | 2008   | 2013   | 2018  |
| -------------- | ------ | ------ | ----- |
| Commune        | 7,8 %  | 7,9 %  | 9,3 % |
| Département    | 10,1 % | 11,9 % | 12 %  |
| France entière | 8,3 %  | 10 %   | 10 %  |

En 2018, la population âgée de 15 à 64 ans s'élève à 4 596 personnes, parmi lesquelles on compte 75,7 % d'actifs (66,4 % ayant un emploi et 9,3 % de chômeurs) et 24,3 % d'inactifs,. Depuis 2008, le taux de chômage communal (au sens du recensement) des 15-64 ans est inférieur à celui de la France et du département.
La commune fait partie de la couronne de l'aire d'attraction de Montpellier, du fait qu'au moins 15 % des actifs travaillent dans le pôle,. Elle compte 1 734 emplois en 2018, contre 1 649 en 2013 et 1 743 en 2008. Le nombre d'actifs ayant un emploi résidant dans la commune est de 3 076, soit un indicateur de concentration d'emploi de 56,4 % et un taux d'activité parmi les 15 ans ou plus de 58,4 %.
Sur ces 3 076 actifs de 15 ans ou plus ayant un emploi, 697 travaillent dans la commune, soit 23 % des habitants. Pour se rendre au travail, 85,4 % des habitants utilisent un véhicule personnel ou de fonction à quatre roues, 3,9 % les transports en commun, 6,8 % s'y rendent en deux-roues, à vélo ou à pied et 4 % n'ont pas besoin de transport (travail au domicile).

### Activités hors agriculture

#### Secteurs d'activités
729 établissements sont implantés  à Fabrègues au 31 décembre 2019. Le tableau ci-dessous en détaille le nombre par secteur d'activité et compare les ratios avec ceux du département,.
| Secteur d'activité                                                                                        | Commune | Commune | Département |
| Secteur d'activité                                                                                        | Nombre  | %       | %           |
| --- | ------- | ------- | ----------- |
| Ensemble                                                                                                  | 729     | 100 %   | (100 %)     |
| Industrie manufacturière, industries extractives et autres                                                | 61      | 8,4 %   | (6,7 %)     |
| Construction                                                                                              | 133     | 18,2 %  | (14,1 %)    |
| Commerce de gros et de détail, transports, hébergement et restauration                                    | 194     | 26,6 %  | (28 %)      |
| Information et communication                                                                              | 10      | 1,4 %   | (3,3 %)     |
| Activités financières et d'assurance                                                                      | 19      | 2,6 %   | (3,2 %)     |
| Activités immobilières                                                                                    | 34      | 4,7 %   | (5,3 %)     |
| Activités spécialisées, scientifiques et techniques et activités de services administratifs et de soutien | 85      | 11,7 %  | (17,1 %)    |
| Administration publique, enseignement, santé humaine et action sociale                                    | 109     | 15 %    | (14,2 %)    |
| Autres activités de services                                                                              | 84      | 11,5 %  | (8,1 %)     |

Le secteur du commerce de gros et de détail, des transports, de l'hébergement et de la restauration est prépondérant sur la commune puisqu'il représente 26,6 % du nombre total d'établissements de la commune (194 sur les 729 entreprises implantées  à Fabrègues), contre 28 % au niveau départemental.

#### Entreprises et commerces
Les cinq entreprises ayant leur siège social sur le territoire communal qui génèrent le plus de chiffre d'affaires en 2020 sont : 
- Amixys, intermédiaires spécialisés dans le commerce d'autres produits spécifiques (24 394 k€)
- Carrillo, travaux de revêtement des sols et des murs (6 103 k€)
- Mobil Concepts, commerce de gros (commerce interentreprises) de fournitures et équipements industriels divers (3 610 k€)
- Entreprise Daniel Bories SAS, travaux de menuiserie métallique et serrurerie (3 563 k€)
- Gliozzo Manutention, commerce de gros (commerce interentreprises) de fournitures et équipements industriels divers (2 459 k€)

### Agriculture
La commune est dans la « Plaine viticole », une petite région agricole occupant la bande côtière du département de l'Hérault. En 2020, l'orientation technico-économique de l'agriculture  sur la commune est la viticulture.
|               | 1988 | 2000 | 2010 | 2020  |
| ------------- | ---- | ---- | ---- | ----- |
| Exploitations | 184  | 64   | 27   | 30    |
| SAU (ha)      | 849  | 816  | 595  | 1 117 |

Le nombre d'exploitations agricoles en activité et ayant leur siège dans la commune est passé de 184 lors du recensement agricole de 1988  à 64 en 2000 puis à 27 en 2010 et enfin à 30 en 2020, soit une baisse de 84 % en 32 ans. Le même mouvement est observé à l'échelle du département qui a perdu pendant cette période 67 % de ses exploitations,. La surface agricole utilisée sur la commune a quant à elle augmenté, passant de 849 ha en 1988 à 1117 ha en 2020. Parallèlement la surface agricole utilisée moyenne par exploitation a augmenté, passant de 5 à 37 ha.

## Culture locale et patrimoine

### Lieux et monuments
- Pont sur le grand chemin royal, fin ancien régime (cartouches avec armoiries martelées). Sur une pile du pont subsiste une marque rouge de moins en moins visible donnant l'altitude (20 mètres).
- Chapelle Notre-Dame-de-Fatima de Fabrègues.
- Chapelle Saint-Bauzile de Fabrègues. (XIe ou XIIe siècle : prieuré puis ermitage).
- Église Saint-Jacques de Fabrègues : Clocher (classé) de l'église Saint-Jacques (tour avec campaniles) : bas : XIIe siècle ; haut : XVIIe siècle, cloche de 1767 (classée). L'édifice a été inscrit au titre des monuments historiques en 1947[49].
- Quartier Haut : portes fortifiées, maisons médiévales et Renaissance.
- Château d'Agnac (Anias) : site préhistorique occupé ensuite par les Romains.
- Château de Launac (Launas) : site préhistorique occupé ensuite par les Romains. Mais à partir de 1175, maison de l'ordre du Temple passée ensuite aux chevaliers de Malte.
- Culées : du pont romain sur le Coulazou (voie domitienne).
- Hameau de Mujolan (château du Vieux Mujolan et restes de la chapelle - inscrits).
- Oppidum de la Roque (vestiges).

### Galerie

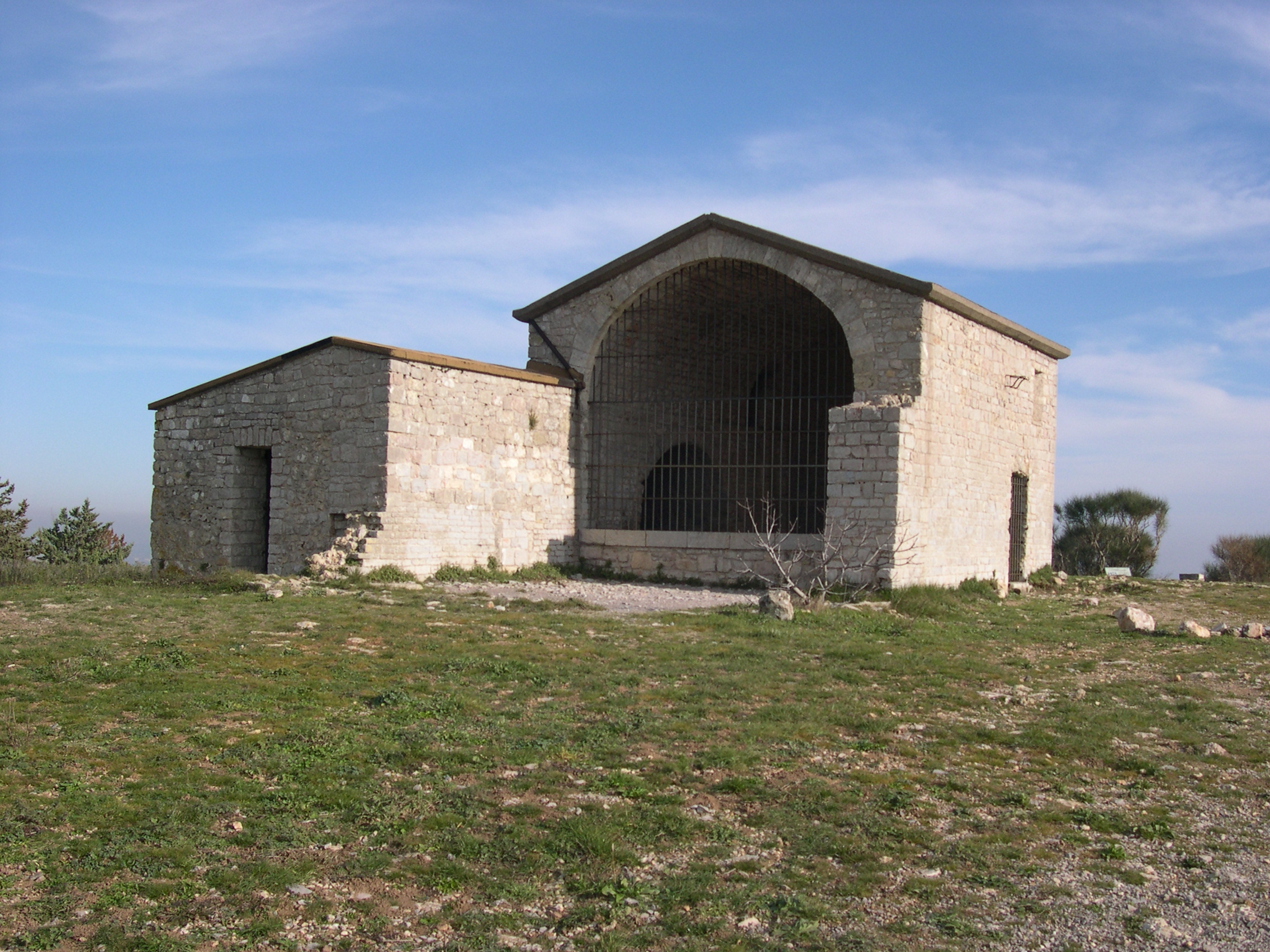
Vue de la chapelle Saint-Baudile.
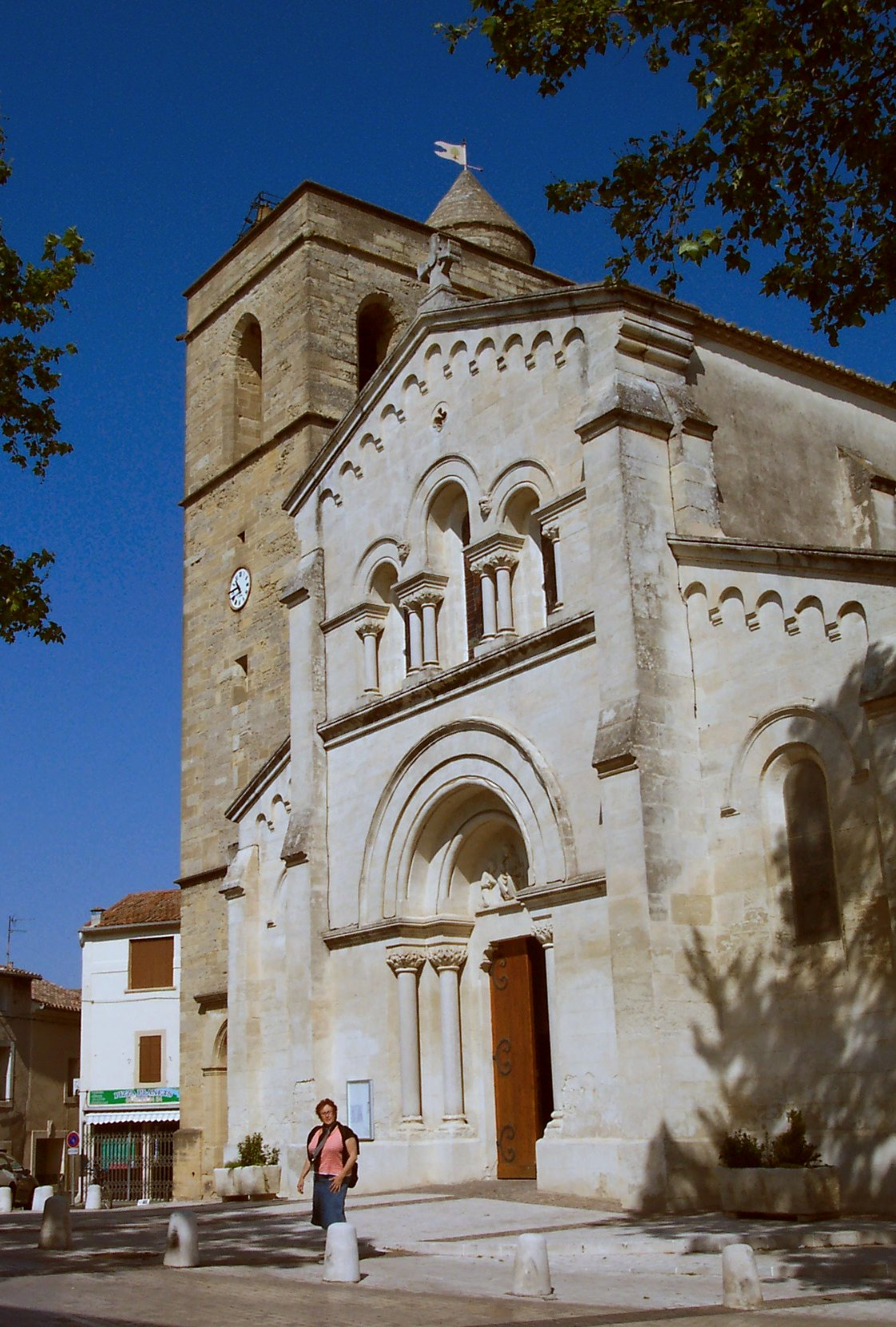
Vue de l'église paroissiale Saint-Jacques.
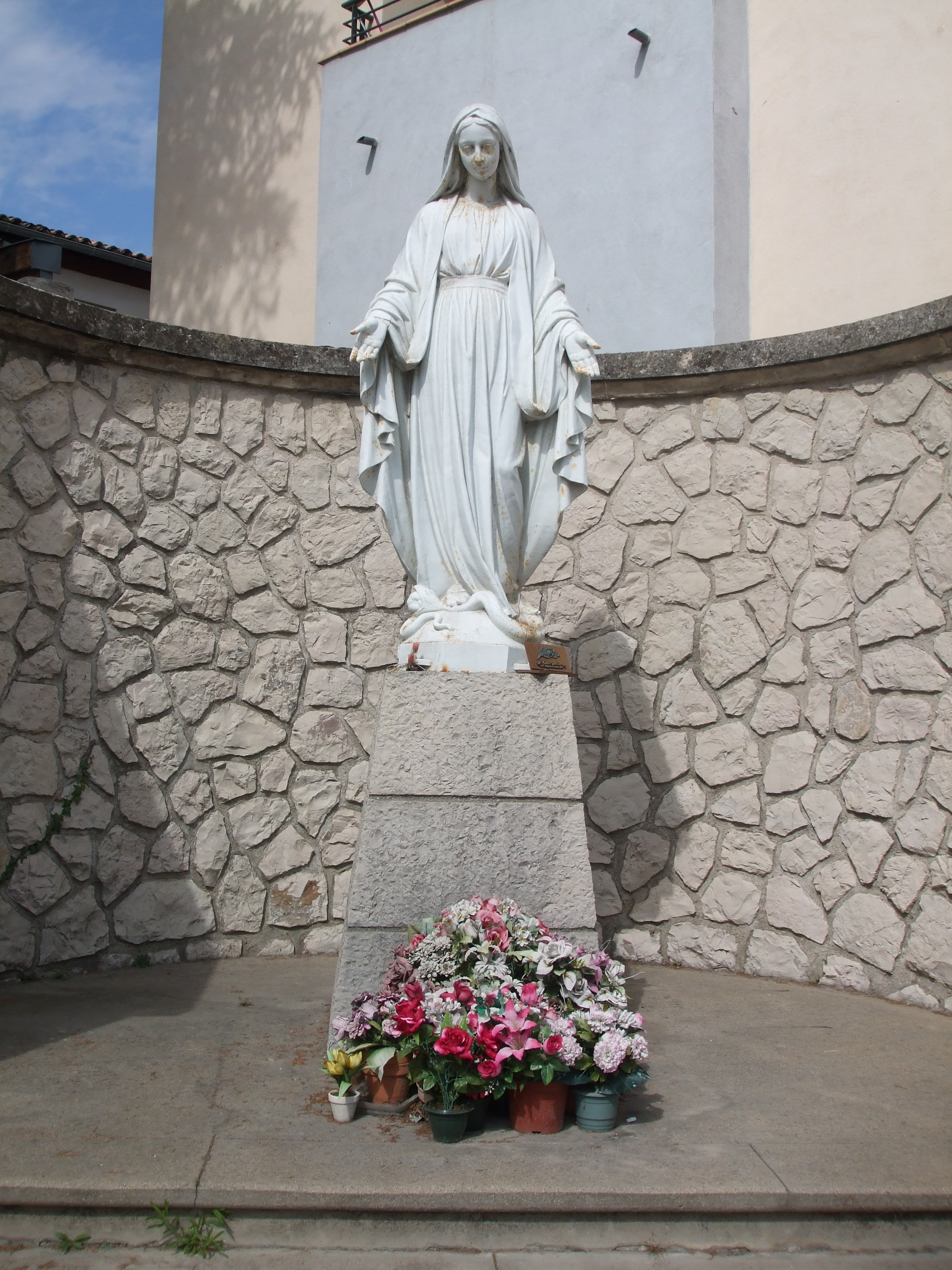
Vue de la statue de la Vierge, l'Immaculée Conception
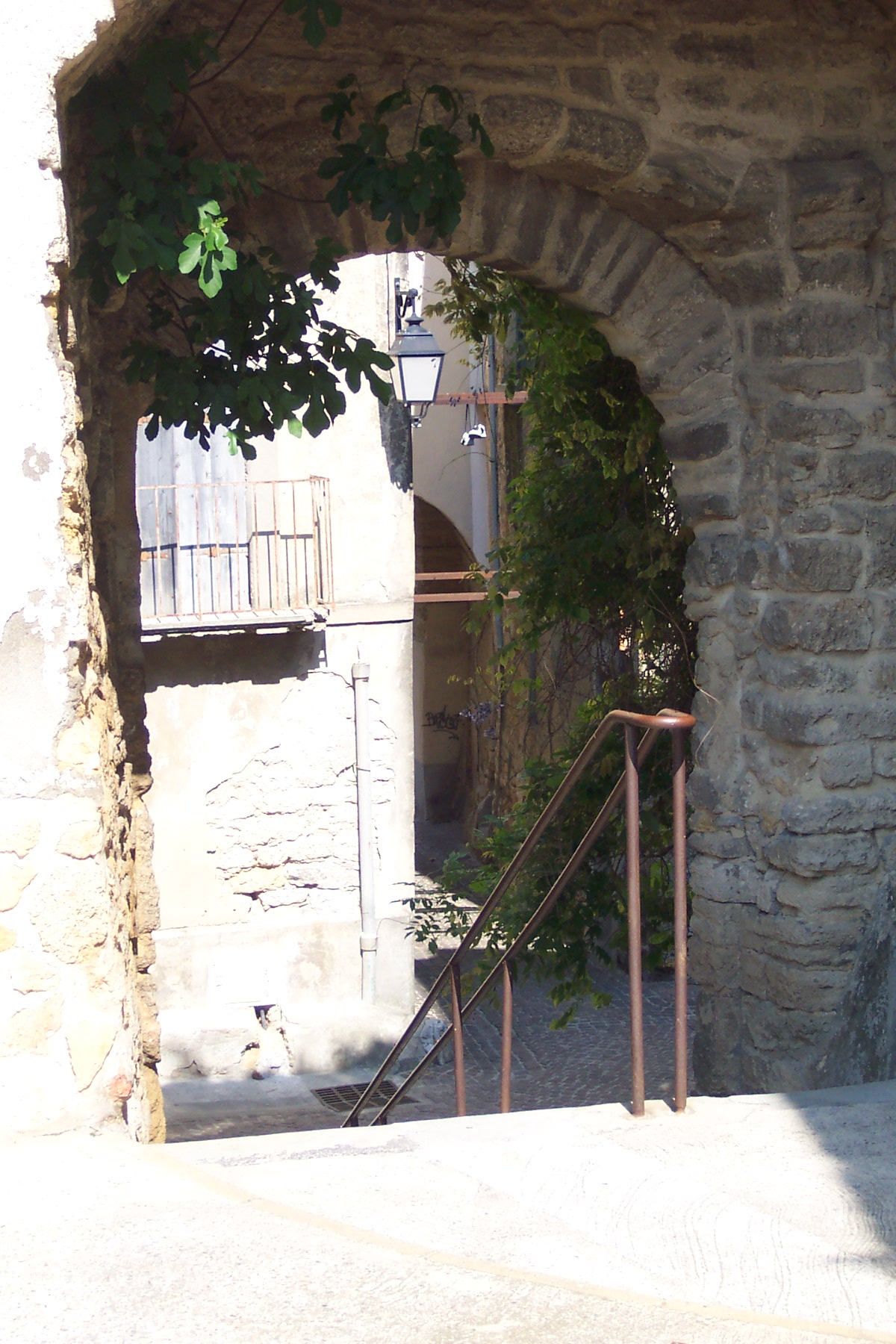
Vue d'une rue ancienne en 2009.
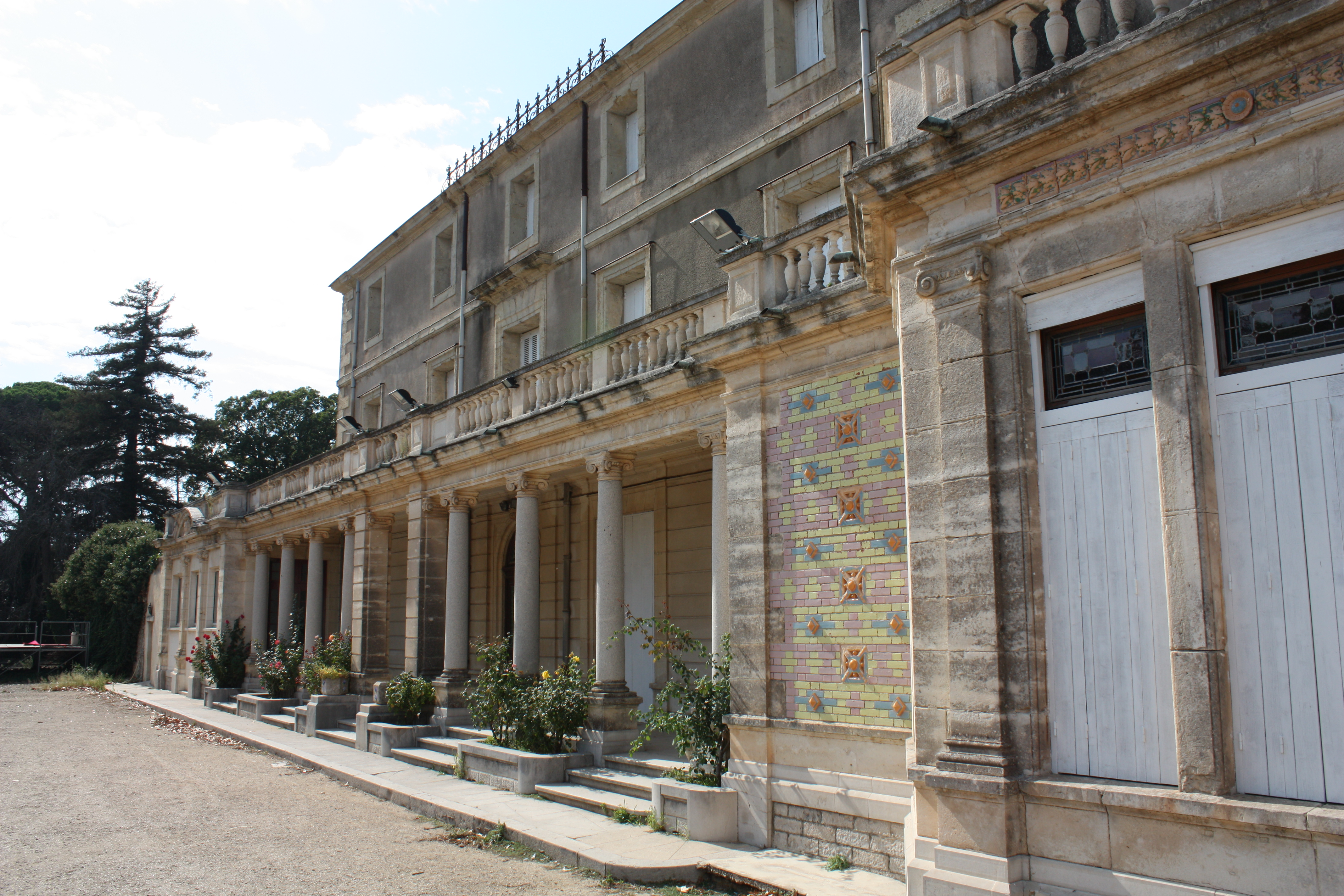
Vue de la façade du château du Vieux Mujolan.
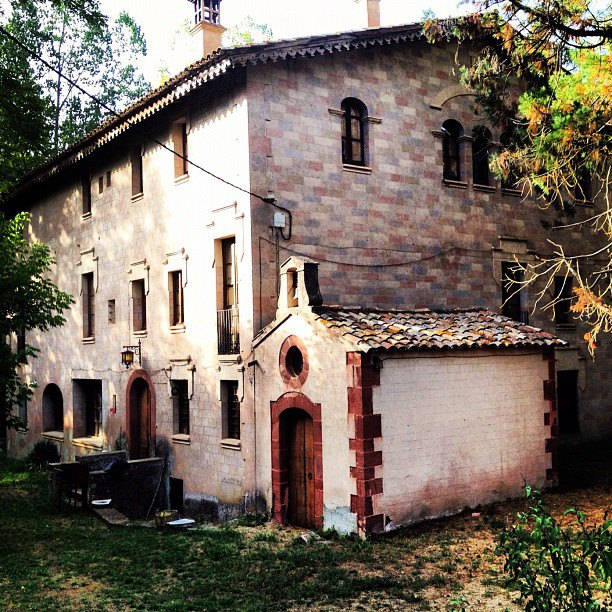
Vue de la maison segneuriale en 2012.
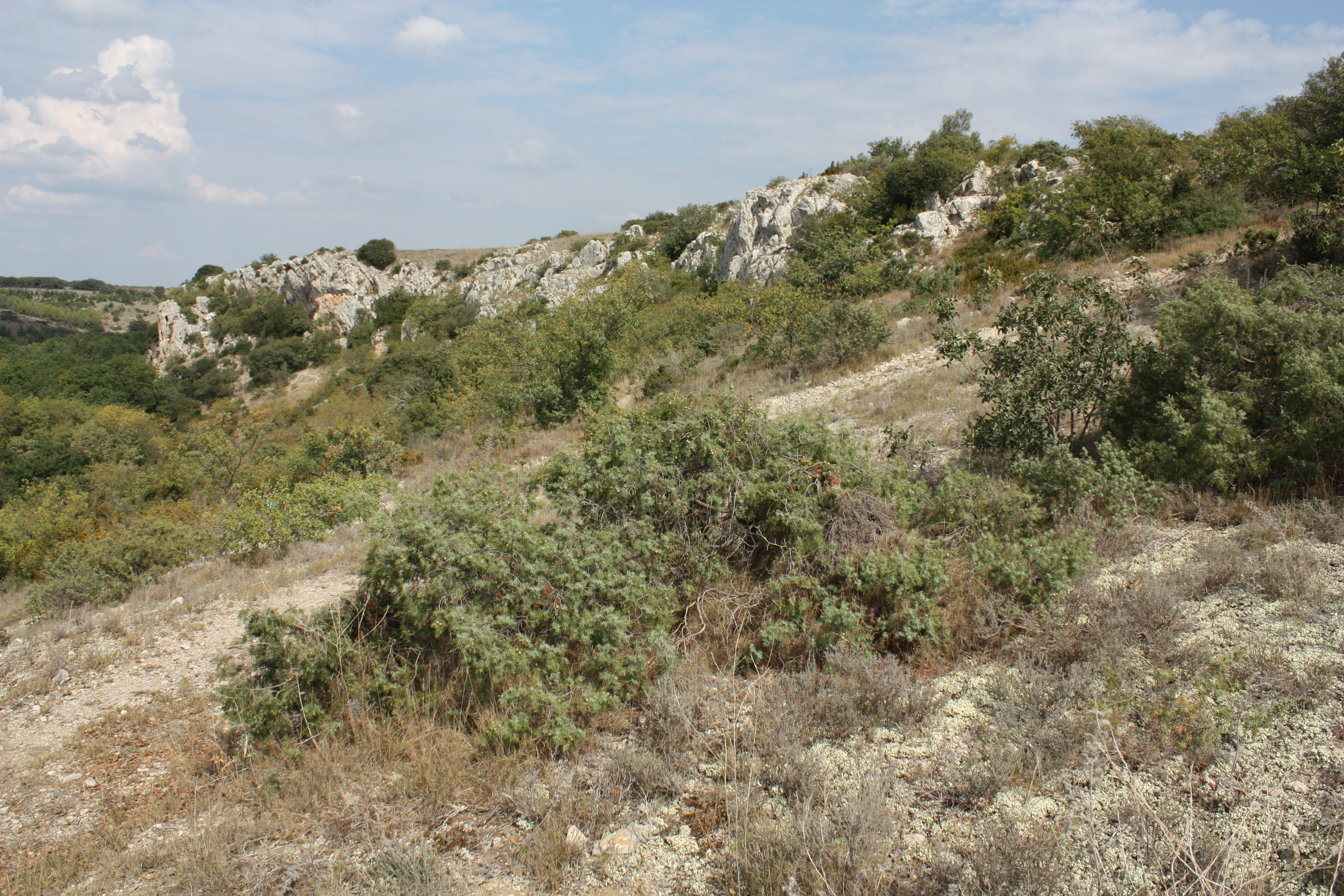
Vue de l'oppidum de la Roque sur la falaise donnant sur le Coulazou.

### Cinéma
En 1973, une scène du film L'Emmerdeur d'Édouard Molinaro avec Jacques Brel et Lino Ventura a été tournée à l'hôtel restaurant le « Relais de Fabrègues » situé sur la RN113[réf. souhaitée].

### Personnalités liées à la commune
- Gaston Baissette (1907-1977), médecin, écrivain et poète, chantre du Languedoc, fils de Marius Louis Antoine Baissette de Fabrègues.
- Gratien Saumade (18?-19?), officier, maire de Fabrègues de 1904 à 1909.
- Henri Marès (1820-1902), a établi le protocole du soufrage des vignes contre l’oïdium ;
- Jean Alès (1970-1954), député sous la Troisième République, né à Fabrègues.
- Jean Bulio (1827-1911), sculpteur, né à Fabrègues.
- José Janson (1904-1967), ténor international, né à Fabrègues.
- Philippe Fenech (1976-), auteur et illustrateur de bande dessinée.[pourquoi ?]
- Certains membres du groupe de reggae Regg'Lyss, auteur de la chanson à succès Mets de l'huile dans les années 1990, sont originaires de Fabrègues.